# Borotice (Znojmói járás)
Borotice település Csehországban, a Znojmói járásban. Borotice Hodonice, Čejkovice, Božice, Oleksovice, Krhovice és Lechovice településekkel határos. Lakosainak száma 421 fő (2024. január 1.).

## Népesség
A település lakosságának változását az alábbi diagram mutatja:
| Lakosok száma | 696  | 726  | 759  | 409  | 414  | 372  | 428  | 429  | 428  | 421  |
|               | 1869 | 1890 | 1921 | 1950 | 1980 | 2001 | 2017 | 2019 | 2022 | 2024 |